# Не вмирає душа наша, не вмирає воля (срібна монета)
«Не вмира́є душа́ на́ша, не вмира́є во́ля» — срібна ювілейна монета номіналом 20 гривень, випущена Національним банком України. Присвячена 190-й річниці з дня народження видатного українського поета Т. Г. Шевченка (1814—1861) і створена за мотивами його творів (поеми Кавказ).
Монету було введено в обіг 30 січня 2004 року. Вона належить до серії «Духовні скарби України».

## Опис та характеристики монети
| Номінал грн. | Метал            | Маса, грам   | Діаметр, мм. | Якість виготовлення | Гурт                 | Тираж, штук |
| ------------ | ---------------- | ------------ | ------------ | ------------------- | -------------------- | ----------- |
| 20           | срібло 925 проби | 62,2 / 67,25 | 50,0         | пруф                | секторальне рифлення | 4 000       |

### Аверс
На аверсі монети у центрі розміщено малий Державний Герб України на тлі рушника з голографічним зображенням орнаменту (ліворуч); праворуч від Герба — мальви. Угорі півколом розміщено напис «УКРАЇНА», унизу в три рядки — «20 ГРИВЕНЬ 2004», а також позначення металу та його проби — «Ag 925», маса в чистоті — «62,2» та логотип Монетного двору Національного банку України.

### Реверс

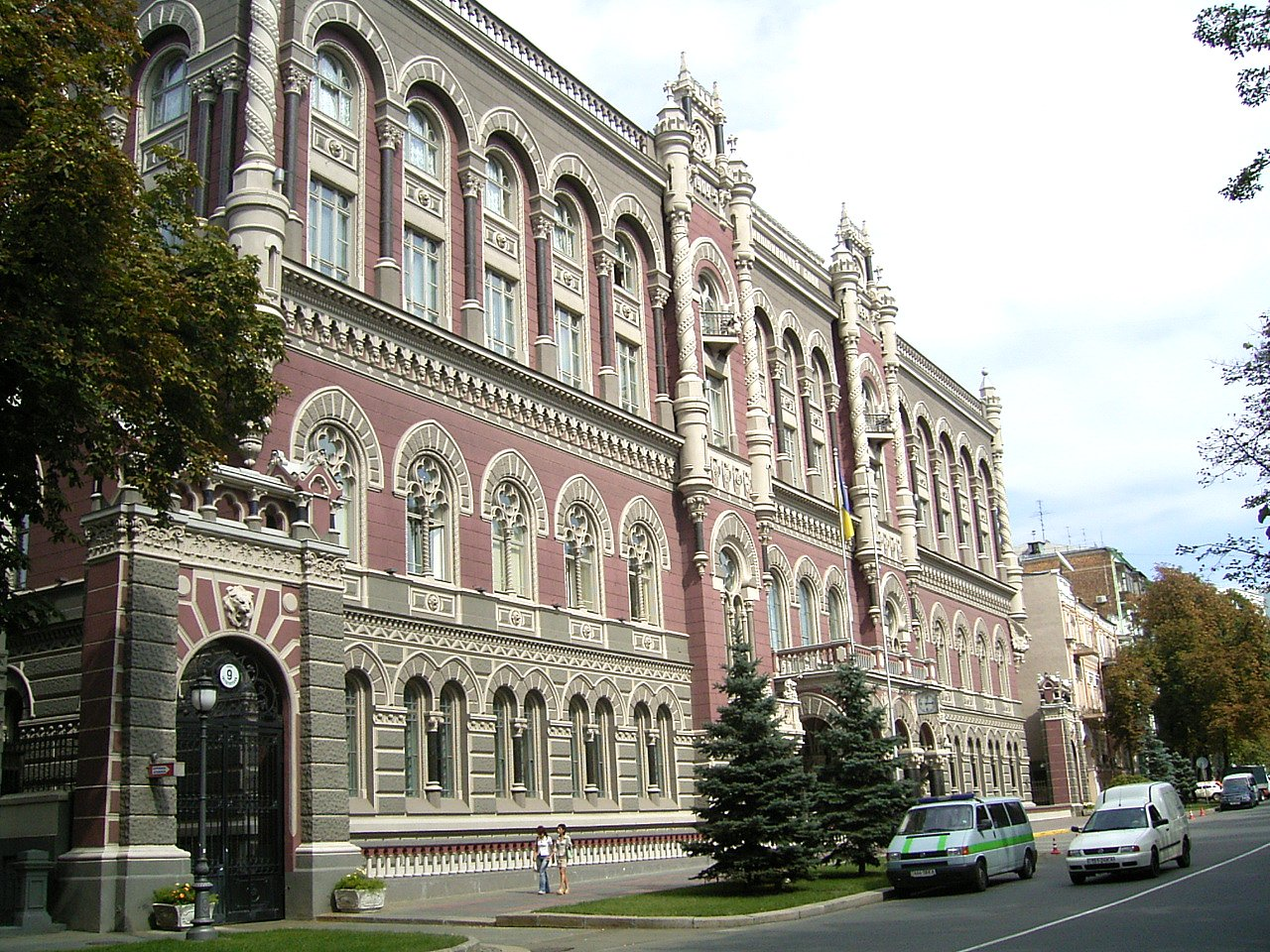
Будівля Національного банку України

На реверсі монети зображено портрет Тараса Шевченка з факсиміле, по обидва боки від портрета — композиція, що нагадує крила, — герої творів на тлі дерев та півколом розміщено написи: угорі — «НЕ ВМИРАЄ ДУША НАША», унизу — «НЕ ВМИРАЄ ВОЛЯ» (із поеми Кавказ).

## Автори
- Художник — Чайковський Роман.
- Скульптор — Чайковський Роман.

## Вартість монети
Ціна монети — 1085 гривень, була вказана на сайті Національного банку України у 2015 році.
Фактична приблизна вартість монети, з роками змінювалася так:
| Рік        | 2010  | 2011  | 2012  | 2013  | 2014  | 2015  | 2016  | 2017  | 2018  | 2019  | 2020  | 2021  | 2022  | 2023  | 2024   | 2025   |
| ---------- | ----- | ----- | ----- | ----- | ----- | ----- | ----- | ----- | ----- | ----- | ----- | ----- | ----- | ----- | ------ | ------ |
| Ціна, грн. | 1 150 | 1 150 | 1 300 | 1 300 | 1 200 | 3 000 | 2 300 | 1 850 | 1 850 | 2 500 | 2 400 | 3 000 | 3 800 | 5 600 | 15 000 | 15 500 |